# (2842) Unsöld
(2842) Unsöld (1950 OD; 1930 YT; 1933 QX; 1944 BC; 1978 EG4; 1982 BJ3) ist ein ungefähr 14 Kilometer großer Asteroid des mittleren Hauptgürtels, der am 25. Juli 1950 im Rahmen des Indiana Asteroid Programs am Goethe-Link-Observatorium in Brooklyn, Indiana (IAU-Code 760) entdeckt wurde. Durch das Indiana Asteroid Program wurden insgesamt 119 Asteroiden neu entdeckt. Er gehört zur Eunomia-Familie, einer Gruppe von Asteroiden, die nach (15) Eunomia benannt ist.

## Benennung
(2842) Unsöld wurde nach dem deutschen Astrophysiker Albrecht Unsöld (1905–1995) benannt, der jahrelang Professor und Direktor des Instituts für Theoretische Physik an der Christian-Albrechts-Universität zu Kiel war. Die Benennung wurde vom US-amerikanischen Astronomen Frank K. Edmondson vorgeschlagen.